# Даудов, Алаш Багиевич
Ала́ш Баги́евич Дау́дов (род. 11 апреля 1956) — советский борец вольного стиля, призёр чемпионатов СССР, призёр чемпионата Европы, призёр Кубка мира, мастер спорта СССР международного класса (1978).

## Биография
Увлёкся борьбой в 1971 году. В 1975 году выполнил норматив мастера спорта СССР. Участник семи чемпионатов СССР. Ушёл из большого спорта в 1982 году. Является наставником бронзового призёра чемпионата России Хизира Дургаева.

## Спортивные результаты
- Чемпионат СССР по вольной борьбе 1978 года — ;
- Вольная борьба на летней Спартакиаде народов СССР 1979 года — ;